# خلیفه بن شخبوط آل نهیان
خلیفه بن شخبوط بن ذیاب آل نهیان (به عربی: خليفة بن شخبوط بن ذياب آل نهيان) (درگذشتهٔ ۱۸۴۵) پنجمین شیخ ابوظبی است. او جانشین طحنون بن شخبوط بن ذیاب بن عیسی آل نهیان شد و از سال ۱۸۳۳ تا سال ۱۸۴۵ حکمرانی کرد